# Château de la Garde (Salignac-sur-Charente)
Le château de la Garde est une demeure située sur la commune de Salignac-sur-Charente, en Charente-Maritime. Il a été élevé vers 1606-1610, aux confins d'une vaste plaine ouverte et de la vallée de la Charente. 

## Historique
D'après Patrick Bouvart, la terre et seigneurie de La Garde ou de La Garde-Merpins, pourrait être un dénombrement de celle de Merpins (Charente) , dont elle a été vassale tout au long de l'ancien régime. Grâce à un aveu du 8 août 1470, conservé comme d'autres dans les fonds des Archives nationales, on sait que le fief de La Garde était aux mains de Jacques de La Magdelaine depuis les années 1450. 
Quelques années plus tard, La Garde semble être échue à Marguerite de Losme, dame de Mazottes et de Puyguillier, mariée en premières noces avec Giraud de La Brousse, en deuxièmes noces avec Georges Victor et en troisièmes noces avec François de Puyrigauld. Elle testa à La Garde, le 1er juillet 1493, déclarant vouloir être inhumée en l'église Saint-Martin de Merpins, et instituant pour héritière la demoiselle Hélie de Saint-Martin, veuve de Jean Green, seigneur de Saint-Marsault. Peu après, le 3 mai 1495, Jean Mie, second mari d'Hélie de Saint-Martin, rendait hommage de la terre de La Garde, au nom de son épouse.
Ces éléments démontrent par conséquent que la terre de La Garde n'a pu être démembrée de celle de Merpins ou inféodée en faveur des Green de Saint-Marsault, comme il l'est encore parfois affirmé ici ou là.
Attribué à Jean Green, seigneur de Saint-Marsault et de Mazottes, fils aîné d'Hélie de Saint-Martin, le fief de La Garde passa en 1546 aux mains d'une branche cadette de cette maison, à laquelle appartenait Daniel Green de Saint-Marsault, marié en 1598 avec Marie de Blois, dame du Roullet et de Rudepierre, près de La Rochelle. C'est à ces derniers qu'il faut attribuer la construction de l'actuel château de La Garde, vers 1606-1610.
Leur fils aîné ayant préféré se fixer en Aunis, au château du Roullet, la seigneurie de La Garde fut vendue le 27 août 1651 à Jean-Louis de Brémond (1606-1652), maréchal des camps et armées du roi, seigneur de Migré et d'Orlac, propriétaire du château voisin d'Ars. Pris dans la tourmente de la Fronde, le nouveau châtelain de La Garde mourut quelques mois après son achat, le 27 mai 1652, en défendant la ville de Cognac, face aux partisans du prince de Condé. 
Un peu plus d'un siècle plus tard, son arrière-petit-fils, Charles de Brémond (1695-1765), chevalier, marquis d'Ars, seigneur de Gimeux, de Rochaves, de La Garde-Merpins et autres lieux, héritier des châteaux d'Ars et de La Garde, laissait neuf enfants. Seul Henri-Charles-Joseph de Brémond (1738-1772), marquis d'Ars, son quatrième fils connut une postérité, mais ses trois enfants moururent jeunes. Sa dernière fille, Marie-Suzanne-Sophie (1768-1779), à qui la terre de La Garde était destinée, laissa pour héritières ses tantes paternelles. Le château fut aussitôt mis en vente, mais n'ayant pas trouvé preneur, il finit par échoir à l'une d'entre elles, Marie-Louise-Madeleine de Brémond d'Ars (1728-1810), marquise de Verdelin.
Cette dernière a laissé un nom dans l'histoire. Contrainte d'effectuer un mariage de raison, elle avait épousé l'un de ses parents, le marquis Bernard de Verdelin, d'une quarantaine d'années son aîné, que Jean-Jacques Rousseau qualifiait de "vieux, laid, sourd, brutal, jaloux, balafré, borgne, au demeurant bonhomme quand on savait le prendre et possesseur de quinze à vingt mille livres de rentes". Par le biais de madame de Houdetot la marquise de Verdelin devint une intime de Rousseau, dont elle fut à la fois une confidente et une voisine, quand elle s'installa en 1759 aux portes de Montmorency. Elle mourut au château de Carrouges, dans l'Orne, chez sa fille Henriette (1757-1834) qui avait épousé, en 1778, le vicomte Alexis-Paul-Michel Leveneur (1746-1833). 
Puis, après un partage conclu en 1815, le château de La Garde revint à ses deux petits-enfants, Charles-Pierre-Hippolyte de Courbon-Blénac, lieutenant colonel des gardes du corps du roi Louis XVIII, et Charlotte-Ernestine de Courbon-Blénac (1780-1846), épouse du comte Gabriel-Marie-Théodore-Joseph d'Hédouville (1755-1825), pair de France, lieutenant-général des armées du roi, qui le cédèrent dès 1816 à Jean Girard, un propriétaire local.
Les façades et toitures du château sont inscrits au titre des monuments historiques par arrêté du 16 décembre 1987.